# Gunther Uhlmann
Gunther Alberto Uhlmann Arancibia (Quillota, 9 de febrero de 1952) es un matemático chileno que ha centrado sus investigaciones en el problema inverso, la imagen, el análisis microlocal y la ecuación en derivadas parciales. Se le considera el padre de la posibilidad matemática y física de la invisibilidad, al hallar en 2003 la ecuación matemática que define a los materiales invisibles.

## Educación y carrera
Estudió en el Instituto Rafael Ariztía de su ciudad natal, para luego cursar la carrera de matemáticas en la Facultad de Ciencias de la Universidad de Chile, obteniendo su grado de Licenciado en Ciencias con mención en Matemáticas en 1973. Continúo sus estudios en MIT, donde recibió un PhD en 1976. Ocupó posiciones postdoctorales en el MIT, Harvard y en la Universidad de Nueva York, siendo instructor en el Instituto Courant de Ciencias Matemáticas entre 1977 y 1978. En 1980 se convirtió en Profesor Asistente en MIT y luego se trasladó, en 1985, a la Universidad de Washington. Es parte del Walker Family Professor en la Universidad de Washington desde 2006. Durante los años 2010 a 2012 tuvo una licencia en la Universidad de California, Irvine, cuando le otorgaron la Excelencia en Enseñanza de Cátedra.

## Labor científica
Gunther Uhlmann está considerado como el padre de la teoría de la invisibilidad, al formular en 2003 las ecuaciones matemáticas que detallan "las propiedades que tendría que tener un material para que no absorbiera ni reflejara la luz y, por tanto, dejara de ser visible", con las cuales científicos de todo el planeta han intentado, posteriormente, desarrollar la invisibilidad.
Más tarde postuló que uno de los usos colaterales de las teorías de invisibilidad sería la aplicación de mantos de inhibición sísmica que podrían proteger edificaciones en eventos sismológicos de escala, al tener la capacidad de desviar las ondas de terremotos, y evitar así sus efectos dañinos sobre diferentes estructuras.

## Premios y honores
Uhlmann ha recibido varios reconocimientos por sus investigaciones, que incluyen un Sloan Camaradería en 1984 y una Beca Guggenheim en 2001.
En 2001 fue elegido como Miembro Correspondiente de la Academia Chilena de Ciencias.
Es socio del Instituto de Físicas desde 2004.
Fue nombrado Investigador Altamente Citado por ISI en 2004.
Fue hablante invitado de ICM en Berlín en 1998 y hablante plenario en el Congreso Internacional en Matemática Industrial y Aplicada en Zúrich en 2007.
Fue elegido para ser parte de la Academia americana de Artes y Ciencias en 2009 y como socio de SIAM en 2010.
Fue nombrado Clay Senior Scholar en el Instituto de Investigación Matemática en Universidad de Berkeley en el otoño de 2010, y en ese mismo año ocupó la cátedra Chancellor en la misma Universidad.
Le fue otorgado el Premio Bôcher en 2011 y el Premio Kleinman en el mismo año.
En el otoño de 2011 fue profesor visitante de Rothschild Distinguido en el Instituto Isaac Newton de Ciencias Matemáticas de Cambridge, Reino Unido.
Uhlmann pronunció la conferencia de la Sociedad Americana de Matemáticas (AMS) en 2012.
Fue galardonado con la Cátedra de Investigación Fundación Math'ematiques de París para 2012-2013.
Fue elegido miembro de la Academia de Ciencias del Estado de Washington en 2012 y es miembro de AMS desde 2012.
Le concedieron una beca de Simons para 2013-2014.
En 2013 fue elegido Miembro Extranjero de la Academia finlandesa de Ciencia y Letras.
En 2017 fue galardonado con la Medalla Solomon Lefschetz por el Mathematical Council of Americas.
En 2021 fue galardonado por la American Mathematical Society y por la Sociedad de Matemáticas Aplicadas e Industriales con el premio George David Birkhoff. Ese mismo año se le otorgó una Simons Fellowship.
En 2022 la Universidad de Helsinki le otorgó un doctarodo honoris causa.
En 2023 fue electo miembro de la Academia Nacional de Ciencias (Estados Unidos).